# کوه وومینگ
کوه وومینگ (به لاتین: Mount Wuming) یک کوه در تایوان است که در Xiulin, Hualien واقع شده‌است. کوه وومینگ ۳٬۴۵۱ متر بالاتر از سطح دریا واقع شده‌است.